# Эйнуллаев, Надир Музафар оглы
Нади́р Музаффар оглы́ Эйнулла́ев (азерб. Nadir Murad oğlu Eynullayev; 20 сентября 1942, Баку — 1993, Баку) — советский футболист. Мастер спорта СССР (с 1968 года).

## Биография
Младший брат футболиста Камиля Эйнуллаева. По утверждению спортжурналиста Винокурова, двоюродный брат шахматистки Татьяны Затуловской.
Начал выступать в 1961 году в бакинском «Нефтянике», где за пять лет провёл 20 матчей и завоевал с клубом бронзовые медали чемпионата СССР 1966 года. В 1967 году просматривался  в московском «Спартаке», затем выступал в «Шахтёре» из Караганды и в кировабадском «Динамо», прежде чем вернулся в «Нефтяник», который стал именоваться «Нефтчи». 
В Нефтчи провёл два сезона, и после 1971 года, в котором провёл 12 матчей и отметился двумя мячами, покинул клуб. В 1971 году играл поочерёдно в «Автомобилисте» и махачкалинском «Динамо». Карьеру завершил в родном «Нефтчи», с которым в 1972 году покинул высшую лигу первенства СССР.
Работал тренером детских команд в Баку.

## Достижения
- Бронзовый призёр чемпионата СССР: 1966